# Chaczatur Papikian
Chaczatur Papikian (orm. Խաչատուր Պապիկեան ;ur. 1996 – ormiański zapaśnik walczący w stylu wolnym.
Mistrz igrzysk frankofońskich w 2017. Trzeci na ME U-23 w 2019 roku.